# RIVER (石井竜也の曲)
「RIVER」（リバー）は、石井竜也の楽曲。2003年に、本楽曲を表題曲とする14枚目・15枚目のシングルが発売された。
本項では、楽曲と2枚のシングルそれぞれの詳細を順に記述する。

## 解説
苦しさを抱えた人間のもがき苦しむ心情をありのままに描いた「現状の自分自身の気持ちが真っすぐに出ている」曲。
石井の曲の中でもめずらしく「厳しさ」を全面に打ちだしており、「つらいとき、自分にしか救いを求められない」というひとつの真理を表現した。
また、「大見えを切らなくてもコツコツと自分なりに生きていく尊さ」をメロディで表現している。
当初は「夢が叶うまで」だったが、試行錯誤のうちに現在のタイトルに辿り着いた。
ミュージック・ビデオは2003年に行われたコンサートツアー『ISHYST』の映像を使用している。
また、コンサートやテレビで本作を披露する際は必ず最後のメロが強調される。

## RIVER/みずいろの雨
『RIVER/みずいろの雨』（リバー / みずいろのあめ）は、石井竜也の両A面かつ14枚目のシングルとして2003年3月26日に発売された。「みずいろの雨」は八神純子の楽曲のカヴァー。アルバム『nipops』『super nipops』に「album mix」収録。

### 「RIVER/みずいろの雨」収録曲
1. RIVER
作詞・作曲：石井竜也　編曲:渡辺善太郎
2. みずいろの雨
作詞：三浦徳子　作曲：八神純子　編曲：光田健一

## GUNDAM SEED EDITION
『RIVER 〜GUNDAM SEED EDITION〜』（リバー・ガンダムシード・エディション）は、石井竜也の15枚目のシングルとして2003年5月21日に発売された。
1トラック目は『RIVER/みずいろの雨』と同じ。2トラック目以降全て「RIVER」の別ヴァージョンが収録されている。
初回プレス盤は「ガンダムSEED スペシャルワイド ステッカー」「石井竜也×ガンダムSEED オリジナルカレンダー」が封入。

### 「GUNDAM SEED EDITION」収録曲
作詞・作曲：石井竜也
1. RIVER
編曲：渡辺善太郎
2. RIVER 〜remix〜
編曲：渡辺善太郎/bice
再編曲ヴァージョン。
3. RIVER 〜Piano Instrumental〜
編曲・演奏：光田健一
4. RIVER 〜backtracks〜
編曲：渡辺善太郎

## 楽曲収録アルバム
| 曲名         | 収録アルバム                                    | 発売日         | 備考                                                                          |
| ------------ | ----------------------------------------------- | -------------- | ----------------------------------------------------------------------------- |
| RIVER        | 『nipops』                                      | 2003年4月23日  | 6thオリジナル・アルバム                                                       |
| RIVER        | 『super nipops』                                | 2003年5月21日  | 6thオリジナル・アルバム・アップグレード盤                                     |
| RIVER        | 『機動戦士ガンダムSEED COMPLETE BEST』          | 2004年1月15日  | 『機動戦士ガンダムSEED』コンピレーション・アルバム                            |
| RIVER        | 『機動戦士ガンダムSEED ORIGINAL SOUNDTRACK IV』 | 2004年12月16日 | 『機動戦士ガンダムSEED』サウンドトラック（『GUNDAM SEED Version』として収録） |
| RIVER        | 『石 〜Best of Best〜』                         | 2005年10月12日 | 1stベスト・アルバム                                                           |
| RIVER        | 『39 Anime×Music Collaboration '02-'07』        | 2008年3月26日  | コンピレーション・アルバム                                                    |
| RIVER        | 『石弐 〜Best of Best〜』                       | 2015年3月25日  | 2ndベスト・アルバム                                                           |
| みずいろの雨 | 『nipops』                                      | 2003年4月23日  | 6thオリジナル・アルバム（album mix）                                          |
| みずいろの雨 | 『super nipops』                                | 2003年5月21日  | 6thオリジナル・アルバム・アップグレード盤（album mix）                        |
| みずいろの雨 | 『COVER WHITE 男が女を歌うとき 2-WISH-』        | 2012年10月10日 | コンピレーション・アルバム                                                    |

## カバー
| 歌手     | 収録アルバム             | 発売日       | 備考                                  |
| -------- | ------------------------ | ------------ | ------------------------------------- |
| 森口博子 | 『GUNDAM SONG COVERS 3』 | 2022年3月9日 | 「RIVER / with 寺井尚子」として収録。 |